# Majskij (Kabardsko-Balkarsko)
Majskij (rusky Ма́йский) je město v Kabardsko-balkarské republice v Ruské federaci. Při sčítání lidu v roce 2010 měl přes šestadvacet tisíc obyvatel.

## Poloha
Majskij leží na severní straně Velkého Kavkazu na levém, západním břehu Těreku, přítoku Kaspického moře. Od Nalčiku, hlavního města republiky, je vzdálen přibližně čtyřicet kilometrů jihozápadně. Nejbližší města v okolí jsou Prochladnyj přibližně patnáct kilometrů severně, Těrek přibližně patnáct kilometrů jižně a Nartkala přibližně patnáct kilometrů jihozápadně.

## Dějiny
V roce 1819 zde byla na vojenské cestě do Gruzie založena vojenská základna, která získala v roce 1829 status stanice jménem Prišibskaja. V květnu 1829 zde na své cestě do Tiflisu přenocoval ruský básník Alexandr Sergejevič Puškin, na jehož památku je zde pojmenován dub. V roce 1875 byla tři kilometry jižně postavena železniční stanice. V roce 1888 byla u stanice založena vesnice, která byla roce 1920 přejmenována na Prišibskij a v roce 1925 na Majskij. Stanice a vesnice byly v roce 1959 sloučeny a v roce 1965 bylo sloučené sídlo povýšeno na město.